# Pitanga
A pitanga é o fruto da pitangueira (Eugenia uniflora L.), dicotiledônea da família das mirtáceas. Tem a forma de bolinhas globosas e carnosas, de cor vermelha (a mais comum), laranja, amarela ou preta. Na mesma árvore, o fruto poderá ter desde as cores verde, amarelo e alaranjado até a cor vermelho-intenso, de acordo com o grau de maturação.
Existe outra espécie homônima, Eugenia uniflora O. Berg, descrita em 1857 e renomeada Eugenia lineatifolia (O. Berg) Mattos em 1993.
Este fruto não é produzido comercialmente, pois, quando maduro, fica muito tenro e danifica-se facilmente com o transporte, apresentando grande fragilidade. Apesar disso, é apreciado no Brasil, por conta de seu sabor marcante, além de ser rico em cálcio.
Em inglês britânico e norte-americano, o fruto é também conhecido como "pitanga" ou então como brazilian cherry, Suriname cherry ou Cayenne cherry.
Segundo o livro "frutas e ervas que curam" da autora Antonieta B. Cravo a fruta é indicada no tratamento da gota, rins, reumatismos, antifebril e antidiarréico.

## Etimologia
A palavra "pitanga" vem do termo tupi antigo. Entre os povos tupis da costa, o nome da fruta era ybápytanga, que etimologicamente significa "fruto rosado" (ybá, "fruto" + pytang, "pastel, qualquer cor clara" + -a, sufixo substantivador), numa referência à cor mais comum do fruto. Na passagem para o português, caiu o elemento ybá, permanecendo apenas o nome da cor.
Já "pitangueira" é uma palavra híbrida formada pelo termo "pitanga" e pelo sufixo nominativo plural "eira", do latim ariu, que significa "coleção, quantidade, relação, posse".

## Pitangueira
A pitangueira é uma árvore nativa da Mata Atlântica brasileira, onde é encontrada na floresta semidecidual do planalto e nas restingas, desde Paraíba até o Rio Grande do Sul em regiões de clima subtropical. Apesar de ser tipicamente brasileira, esta espécie atualmente pode ser encontrada na ilha da Madeira (Portugal), na América do Sul (Argentina, Bolívia, Colômbia, Guianas, Paraguai, Uruguai e Venezuela), América Central (incluindo Caribe), América do Norte (exceto Canadá) e África (Gabão, Angola e Madagascar).
É uma árvore medianamente rústica, de porte pequeno a médio, com 2 a 4 metros de altura, mas alcançando, em ótimas condições de clima e de solo, quando adulta, alturas acima de 6 metros. e até, no máximo, 12 m. A copa globosa é dotada de folhagem perene. As folhas pequenas e verde-escuras, quando amassadas, exalam um forte aroma característico. As flores são brancas e pequenas , tendo utilidade melífera (apreciada por abelhas na fabricação do mel).
A planta é cultivada tradicionalmente em quintais domésticos. O seu plantio é feito simplesmente pela colocação de um caroço de pitanga no solo ou pelo transplante de uma muda até o local adequado ou por meio do próprio fruto. Dá-se bem em quase todo tipo de solo, incluindo os terrenos arenosos junto às praias e terrenos secos. É também usada como árvore ornamental em áreas urbanas de cidades brasileiras, na recuperação de áreas degradadas de sistemas agroflorestais multiestrato e em reflorestamentos heterogêneos. As pitangueiras com frutos são um ótimo atrativo para pássaros e animais silvestres em geral. Além de ser usada na medicina popular para tratar cefaleia.
A tradição popular atribui algumas qualidades terapêuticas às infusões feitas com as folhas verdes da pitangueira ("chá" de pitanga ou "chá" de pitangueira).
A pitanga tem sabor agridoce, e às vezes é confundida com uma pimenta, cujo nome também é pitanga.

## Germinação e crescimento
A espécie é considerada de fácil propagação por sementes. As sementes de pitanga apresentam taxa de germinação por volta de 65%, demorando, em média, 23 dias para o brotamento após a semeadura. 